# Palazzo Ranzi
Palazzo Ranzi è un palazzo ottocentesco, situato a Trento vicino alla chiesa di Santa Maria Maggiore, nell'omonima piazza, edificato nel 1862 per volere di Francesco Ranzi che collaborò al progetto e alla costruzione.

## Storia
Alla morte del proprietario Francesco Ranzi, nel 1882, il palazzo fu ereditato dal figlio Guglielmo. La proprietà passò ad Antonio Frizzera e successivamente ai suoi eredi fino al 1946 quando l'edificio fu acquistato dalla Società Italcementi. Dopo i bombardamenti della Seconda Guerra Mondiale, la società proprietaria fece restaurare i busti danneggiati allo scultore Eraldo Fozzer. Altri interventi di restauro sono stati eseguiti negli anni Ottanta Nel 2010 è stato effettuato un importante restauro conservativo sulle facciate verso piazza Santa Maria Maggiore e via Rosmini, concentrando in particolare i lavori sui busti in cotto, il ripristino degli intonaci e la pulitura. È stato eseguito dalla ditta Nerobutto Tiziano & Francesco S.n.c. sotto la direzione dello studio di architettura Burnazzi Feltrin architetti con il supporto di una approfondita ricerca storica archivistica.

## Architettura
Il progetto si pone in continuità con la storia passata: fonda le sue basi sulla Tridentum romana, presenta una facciata neorinascimentale e riprende la tradizione rinascimentale delle facciate decorate da 15 busti in cotto di Andrea Malfatti. La facciata che guarda piazza Santa Maria Maggiore è simmetrica ed è costituita da quattro livelli, la cui altezza decresce salendo; in essa risalta al centro il portone principale particolarmente decorato. A piano terra vi sono portoni con arco a tutto sesto, al primo e secondo piano si trovano bifore a tutto sesto, mentre nell’ultimo piano delle semplici bifore, sotto l’architrave, vi sono degli oculi, simmetrici con le aperture inferiori.

## Sculture
I busti del primo piano, realizzati da Malfatti tra il 1861 e il 1862, raffigurano dieci artisti e intellettuali trentini famosi: Andrea Pozzo, Francesco Oradini, Giovanni Battista Lampi, Francesco Guardi, Fede Galizia, Bianca Laura Saibante, Nicolò Dorigati, Andrea Rensi, Antonio da Trento e Aliprando Caprioli.
Più in alto altri cinque busti rappresentano i maggiori scultori trentini del XVI secolo: Andrea dall'Aquila, Vincenzo Grandi, Alessandro Vittoria, Vigilio Rubini e Bernardino di Sant'Agnese.